# 인도의 지리

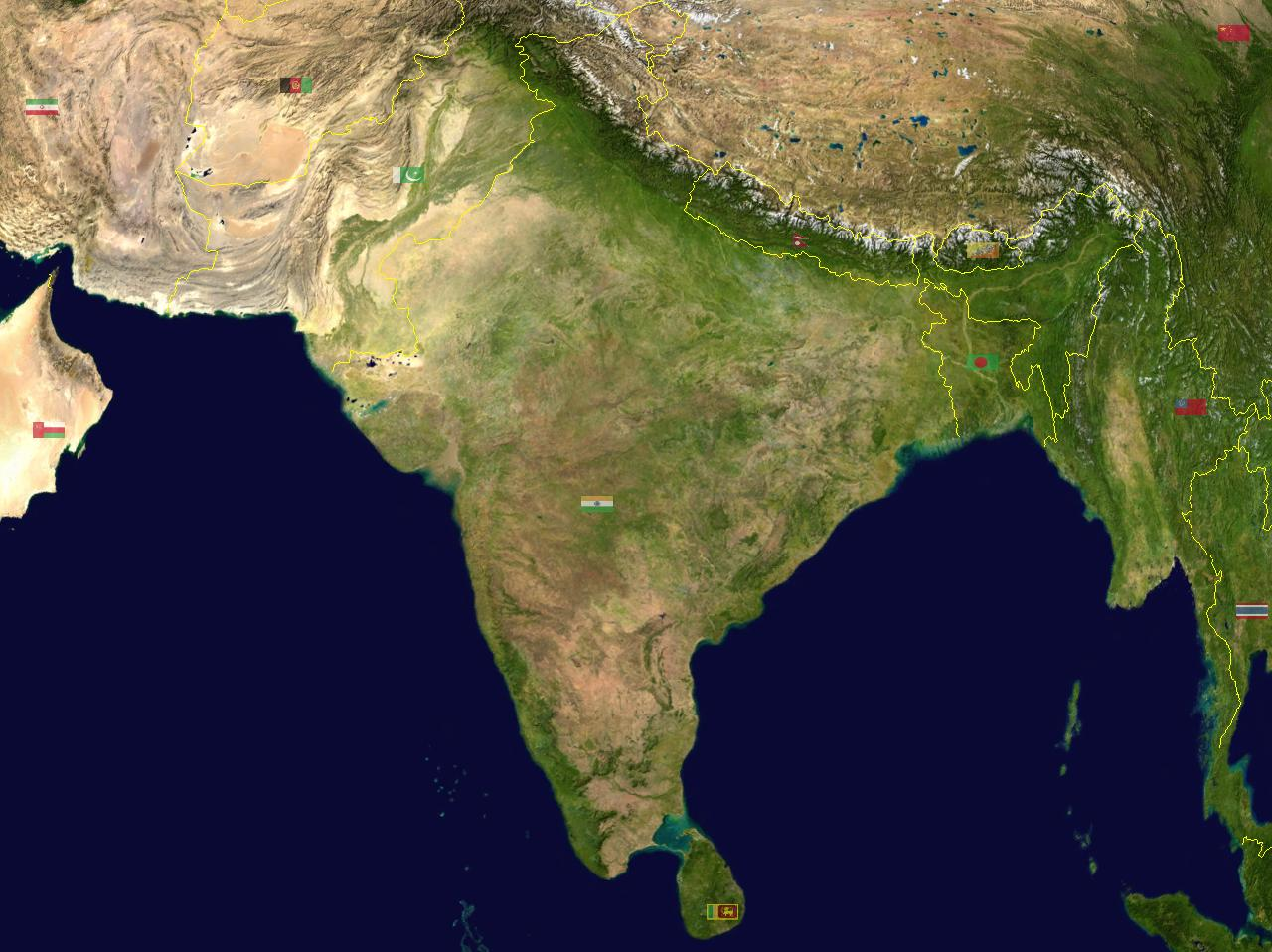

인도는 북부의 히말라야산맥 지대와 중부의 인더스강 및 갠지스강 유역의 인도 평원 및 남부인 반도부의 세 지역으로 구분된다. 표고 8,000m에 달하는 고봉을 포함하는 북부의 산악지대는 티베트와 인도의 경계를 이루며 북부인도와 파키스탄을 흐르는 인더스강과 갠지스강의 발원지가 되어 있다. 이 2대 하천의 유역은 인도와 파키스탄의 대농업지대로 상류는 밀의 산지이고 중류와 하류는 쌀의 주요산지이다. 인도반도부(部)는 고기지괴(古期地塊)로 전체가 고원상을 이루고 있다. 서쪽에는 서고츠산맥이, 동쪽에는 동고츠산맥이 있는데 대체로 서쪽이 높고 동쪽이 낮다. 이 산지 사이를 누비며 나르바다강과 타프티강이 아라비아해로, 마하나디강, 고다바리강, 크리슈나(키스트나)강의 벵골만으로 흘러든다. 아라비아해상의 래카다이브 제도와 미얀마 남방해상의 안다만제도의 섬들도 인도에 속한다.